# براتيسلاف بونيسيفاس
براتيسلاف بونيسيفاس (9 يوليو 1987 في كروشيفاتس في صربيا – )؛ هو لاعب كرة قدم كان يلعب كمهاجم.

## وصلات خارجية
- براتيسلاف بونيسيفاس على موقع رابطة كرة القدم اليابانية للمحترفين (اليابانية)
- براتيسلاف بونيسيفاس على موقع قاعدة بيانات كرة القدم.إي يو (الإنجليزية)
- براتيسلاف بونيسيفاس على موقع Soccerway.com (الإنجليزية)
- براتيسلاف بونيسيفاس على موقع عالم كرة القدم.نت (الإنجليزية)